# Rhopalodes rosula
Rhopalodes rosula is een vlinder uit de familie van de spanners (Geometridae). De wetenschappelijke naam van de soort is voor het eerst geldig gepubliceerd in 1892 door Paul Dognin.